# Lorenzino de' Medici (Pacini)
Lorenzino de' Medici és una òpera en dos actes de Giovanni Pacini, sobre un llibret de Francesco Maria Piave. La primera representació va tenir lloc al Teatre La Fenice de Venècia el 4 de març de 1845.

## Context
El llibret de Francesco Maria Piave es basa remotament en la vida de Lorenzino de Mèdici (1514-1548), un escriptor, dramaturg i polític venecià, qui va assassinar el seu cosí Alexandre de Mèdici. El llibret inclou en la seva introducció una disculpa pel que fa a la veracitat de la història continguda en l'òpera: "per a la decència de les escenes i per l'interès de l'acció m'he permès el canvi dels coneguts amors incestuosos de Lorenzino i la seva tia Ginori pel pur i cavalleresc amor per la Luisa Strozzi, la qual no se'l va estimar mai i fins i tot era ja morta en l'època de l'assassinat d'Alexandre de Mèdici".

## Personatges
| Paper                                               | Tessitura | Estrena, 4 de març de 1845 (Dir.: Gaetano Mares) |
| --------------------------------------------------- | --------- | ------------------------------------------------ |
| Lorenzino de Mèdici                                 | tenor     | Andrea Castellan                                 |
| Alessandro de Medici, Duc de Florència              | baix      | Giuseppe Miral                                   |
| Filippo Strozzi                                     | baríton   | Sebastiano Ronconi                               |
| Luisa Strozzi, la seva filla                        | soprano   | Marianna Barbieri-Nini                           |
| Assunta degli Albizzi, dama florentina              | contralt  | Amalia Patriozzi                                 |
| Giomo, oficial del Duc                              | baríton   | Francesco Rossi                                  |
| Michele, amic de Lorenzino                          | baix      | Ignazio Patriozzi                                |
| Cortesans homes i dones, presoners, dames d'Assunta |           |                                                  |

## Argument
L'acció es desenvolupa a Florència - Època: carnaval de 1537
La trama segueix àmpliament la història del jove Lorenzino de Medici, un ardent heroi republicà, i la seva intenció de derrocar al seu cosí, Alessandro de Medici, terrible tirà de Florència, culpable no només d'una nefasta política sinó també d'intentar soscavar la Luisa, filla del ric banquer Filippo Strozzi, enemic exiliat de la família Medici.

### Acte I
Alessandro ha sobreviscut a una conspiració tramada per Filippo Strozzi. Encara amb l'espasa bruta de la sang dels seus agressors, arriba a festejar la victòria amb el poble venecià. El ric banquer Filippo Strozzi, exiliat i disfressat, observa l'escena, enutjat pel fracàs de l'intent de donat mort al duc. Se li acosta Lorenzino, que revela el seu amor per la Luisa, la filla de Filippo. Aquest es mostra enutjat per aquesta relació entre la família enemiga i la seva progènie. Mentrestant, Luisa es mostra dolguda per l'exili del seu pare i per les pressions del Duc, malgrat la diferència d'edats. La seva vella dama de companyia, Assunta, intenta consolar-la. Poc després, la noia té un diàleg amb el seu pare, que vol anar al palau d'incògnit. L'ancià intenta convèncer la seva filla per dissoldre la unió amb Lorenzino, però Luisa es mostra obstinada en els seus afectes. Just en aquells moments de la conversa arriba Alessandro en una gran processó. Luisa oculta ràpidament el seu pare en una habitació lateral. El duc arriba amb Lorenzino, qui renova les seves propostes amoroses a Luisa. En aquest moment Filippo intenta matar el tirà, deixant el seu amagatall, però és capturat. La noia demana pietat desesperada i es manté dempeus amb dificultat gràcies a Lorenzino, que jura que matarà l'opressor, mentre Filippo desafia Alessandro i aquest li respon prometent-li la mort.

### Acte II
Lorenzino reflexiona sobre el temps que fa que dissimula a la cort del duc. De sobte arriba un grup de plebeus, el líder del qual, Michele, està furiós per haver perdut la seva esposa a causa del duc: ha decidit assassinar l'opressor. Mentrestant, a la presó, Filippo i els altres presoners esperen el seu imminent final. Abans de ser conduït a la forca, Filippo té un últim diàleg amb la seva filla, durant el qual li dona un verí per beure en cas que es posi en perill el seu honor. Després d'això, el vell és portat a un gran turment. La noia, desesperada per la mort del seu pare, intenta refugiar-se en el seu estimat Lorenzino. Però llegeix un escrit de Lorenzino on ell anuncia al libidinós tirà la seva arribada al palau. Creient ser traïda, Luisa beu el verí. Però en realitat, la carta de Lorenzino només feia part d'una trampa per a matar Alessandro. En veure Luisa morta, el jove, desesperat i destrossat, amb l'ajuda dels altres conspiradors mata al duc. Després fa un últim homenatge a l'amant morta, mentre que el poble s'alegra per l'alliberament de la seva pàtria.

## Estructura musical
- Simfonia

Part I
- N. 1 - Introducció i Cavatina d'Alessandro - O Fiorenza, quando il sole - Dalla Sacchetti reduce (Alessandro, Cor, Giomo)
- N. 2 - Duet de Lorenzino i Filippo - Coll'adorata giovine

Part II
- N. 3 - Cavatina de Luisa - Sono Strozzi... ho nobil cuore... (Luisa, Assunta)
- N. 4 - Duet de Filippo i Luisa, Final I - Se tu m'ami, come il core - Ah se è vero che nel tuo petto (Luisa, Filippo, Alessandro, Lorenzino, Giomo, Cor, Assunta)

- N. 5 - Ària de Lorenzino - Del lungo fingere (Lorenzino, Michele, Cor)
- N. 6 - Cor i ària de Filippo - Perché sì lenti passano - Così sarà... del vivere (Filippo, Cor)
- N. 7 - Cor - L'ora suprema!!! (Filippo, Luisa, Cor)

- N. 8 - Ària de Luisa i Final II - Se a te un padre morente la figlia - Non t'appressare, o perfido (Luisa, Lorenzino, Alessandro, Cor, Michele)